# Sporting Charleroi in het seizoen 1996/97
Dit artikel beschrijft de prestaties van de Belgische voetbalclub Sporting Charleroi in het seizoen 1996–1997.

## Gebeurtenissen

### Transfers
Sporting Charleroi ging in het seizoen 1996/97 verder met Luka Peruzović. De Kroatische coach nam in de zomer van 1997 afscheid van sterkhouders als Eric Van Meir, die naar de latere en verrassende kampioen Lierse SK verhuisde, en doelman István Gulyás, die aan de technische staf werd toegevoegd. Ook doelpuntenmakers Edi Krnčević en Jean-Jacques Missé-Missé zochten andere oorden op. De ervaren Krnčević keerde terug naar zijn thuisland, terwijl Missé-Missé een transfer versierde naar het Sporting Lissabon van gewezen Charleroi-coach Robert Waseige.
De club haalde Olivier Suray terug. De verdediger had Charleroi drie jaar eerder ingeruild voor RSC Anderlecht, maar kon daar nooit volledig doorbreken. Met de Hongaar Zsolt Petry haalde de club opnieuw een ervaren doelman in huis om het vertrek van Gulyás en Franky Frans op te vangen. Ook jeugdkeeper Olivier Renard kreeg in het seizoen 1996/97 een kans in het eerste elftal.

### Competitie
Met het vertrek van enkele sterkhouders had Charleroi aan kwaliteit ingeboet. De club begon met een mooie thuiszege tegen Antwerp FC (3–0) aan het seizoen, maar zakte nadien terug. Charleroi speelde een wisselvallig seizoen. Op de vierde speeldag gingen de Zebra's met 4–0 onderuit op het veld van Lierse SK, maar twee speeldagen later won Charleroi zelf met klinkende cijfers van Racing Genk (1–4). De Waalse topper tegen Standard Luik werd met 1–2 verloren, maar twee weken later werd regerend kampioen Club Brugge met 3–0 ingeblikt na goals van Marco Casto (2x) en Sergiu Chirilov. Rond de jaarwisseling won Charleroi slechts twee punten uit zes wedstrijden.
De slechte prestaties stonden in schril contrast met provinciegenoot en promovendus Excelsior Moeskroen. Terwijl Charleroi steeds verder wegzakte, speelden de Henegouwers van Moeskroen zich onder leiding van gewezen Charleroi-coach Georges Leekens verrassend naar Europees voetbal. In de heenronde won Moeskroen ook de Waalse derby tegen Charleroi met 3–1. Na de winterstop nam Charleroi sportieve wraak door voor eigen publiek met 2–1 te winnen van Moeskroen na treffers van Olivier Suray en Róbert Jován.
Ook in de terugronde bleef Charleroi in de buurt van de degradatiezone. In de topwedstrijden konden de Zebra's niet meer verrassen. Er werd met zware cijfers verloren van zowel Standard (4–1) als RSC Anderlecht (6–0). Onderaan het klassement moest het team van Peruzović de strijd aangaan met onder meer Cercle Brugge, KV Mechelen en Eendracht Aalst. Charleroi slaagde er uiteindelijk in om zich te verzekeren van het behoud. Het sloot het seizoen af op de dertiende plaats, op slechts zes punten van de degradatiezone. Na het seizoen 1996/97 werd de samenwerking met Peruzović stopgezet.

### UEFA Intertoto Cup
In de zomer van 1996 nam Charleroi voor het tweede jaar op rij deel aan de UEFA Intertoto Cup. De Zebra's werden ondergebracht in groep 4, samen met Silkeborg IF, Conwy United, Zagłębie Lubin en SV Ried. Charleroi won het duel tegen Ried en speelde 0–0 gelijk tegen zowel Zagłębie Lubin als Conwy United. Daardoor eindigden de Zebra's met vijf punten op de derde plaats.

### Beker van België
In de Beker van België werd Charleroi voor het tweede seizoen op rij uitgeschakeld door Standard Luik. Ditmaal hadden de Rouches in de 1/8 finale strafschoppen nodig om Charleroi uit het toernooi te wippen.

## Spelerskern
| Naam                     | Nationaliteit | Geboortedatum | Vorige club                        |
| ------------------------ | ------------- | ------------- | ---------------------------------- |
| Keepers                  |               |               |                                    |
| Zsolt Petry              | Hongarije     | 23-09-1966    | Gençlerbirliği (1995–1996)         |
| Julien Begasse-De D'haen | België        | 02-09-1976    | /                                  |
| Olivier Renard           | België        | 24-05-1979    | /                                  |
| Verdedigers              |               |               |                                    |
| Roch Gérard              | België        | 04-01-1972    | /                                  |
| Michel Rasquin           | België        | 20-02-1964    | Beerschot (1989–1990)              |
| Rudy Moury               | België        | 01-03-1966    | Francs Borains (1985–1989)         |
| Laurent Wuillot          | België        | 11-07-1975    | RAEC Mons (1993–1994)              |
| Alexandre Teklak         | België        | 16-08-1975    | /                                  |
| Christ Bruno             | België        | 08-04-1977    | /                                  |
| Olivier Suray            | België        | 16-10-1971    | RSC Anderlecht (1993–1996)         |
| Moustapha Douai          | België        | 17-10-1975    | Chapelle-Godarfontaine (1995–1996) |
| Middenvelders            |               |               |                                    |
| Marco Casto              | België        | 02-06-1972    | /                                  |
| Gábor Bukrán             | Hongarije     | 16-11-1975    | Kispesti Honvéd (1992–1993)        |
| Tibor Balog              | Hongarije     | 01-03-1966    | MTK Boedapest (1988–1993)          |
| Raymond Mommens          | België        | 27-12-1958    | KSC Lokeren (1975–1986)            |
| Samuel Remy              | België        | 23-10-1973    | /                                  |
| Serhij Omeljanovitsj     | Oekraïne      | 13-08-1977    | Zorja Loehansk (1994)              |
| Drazen Brnčić            | Kroatië       | 17-07-1971    | Hemptinne-Eghezée (1994–1995)      |
| Predrag Jovanović        | Joegoslavië   | 11-08-1965    | FK Voždovac (1995–1996)            |
| Gianni Politi            | Italië        | 01-10-1976    | /                                  |
| Emmanuel Massaux         | België        | 29-08-1976    | /                                  |
| Aanvallers               |               |               |                                    |
| Filip Fiers              | België        | 26-05-1969    | Eendracht Zele (1988–1995)         |
| Dante Brogno             | België        | 02-05-1966    | RA Marchiennoise (1984–1986)       |
| Thomas Acheampong        | Ghana         | 21-09-1974    | Tubantia Borgerhout (1993–1994)    |
| Róbert Jován             | Hongarije     | 11-04-1967    | Vasas SC (1994–1996)               |
| Sergiu Chirilov          | Moldavië      | 05-06-1973    | Sportul Studențesc (1994–1996)     |

- = aanvoerder

### Technische staf
| Functie         | Naam                | Nationaliteit   |
| --------------- | ------------------- | --------------- |
| Coach           | Luka Peruzović      | Kroatië         |
| Assistent-coach | Michel Bertinchamps | België          |
| Assistent-coach | Mario Notaro        | België / Italië |
| Keeperstrainer  | István Gulyás       | Hongarije       |

## Uitrustingen
Shirtsponsor(s): ASLK

Sportmerk: Activity
| Thuis | Thuis | Uit |

## Transfers

### Zomer
| Naam                     | Nationaliteit | Van / Naar             | Type           |
| ------------------------ | ------------- | ---------------------- | -------------- |
| Inkomend                 |               |                        |                |
| Olivier Suray            | België        | RSC Anderlecht         | Gekocht        |
| Zsolt Petry              | Hongarije     | Gençlerbirliği         | Gekocht        |
| Predrag Jovanović        | Joegoslavië   | FK Voždovac            | Gekocht        |
| Sergiu Chirilov          | Moldavië      | Sportul Studențesc     | Gekocht        |
| Moustapha Douai          | België        | Chapelle-Godarfontaine | Gekocht        |
| Uitgaand                 |               |                        |                |
| István Gulyás            | Hongarije     |                        | Einde carrière |
| Yvan Desloover           | België        | Standaard Wetteren     | Verkocht       |
| Franky Frans             | België        | KSK Beveren            | Verkocht       |
| Edi Krnčević             | Australië     | Gippsland Falcons      | Verkocht       |
| Jean-Jacques Missé-Missé | Kameroen      | Sporting Lissabon      | Verkocht       |
| Anthony Petaccia         | België        | RAEC Mons              | Verkocht       |
| Fabrice Silvagni         | België        | Aris FC                | Verkocht       |
| Eric Van Meir            | België        | Lierse SK              | Verkocht       |

### Winter
| Naam         | Nationaliteit | Van / Naar | Type    |
| ------------ | ------------- | ---------- | ------- |
| Inkomend     |               |            |         |
| Róbert Jován | Hongarije     | Vasas SC   | Gekocht |

## Eerste klasse

### Klassement
|         |    |                     | GW | W  | G  | V  | DV | DT | DS  | Ptn |
| ------- | -- | ------------------- | -- | -- | -- | -- | -- | -- | --- | --- |
| K (CL)  | 1  | Lierse SK           | 34 | 21 | 10 | 3  | 70 | 38 | 32  | 73  |
| (UEFA)  | 2  | Club Brugge         | 34 | 22 | 5  | 7  | 69 | 34 | 35  | 71  |
| (UEFA)  | 3  | Excelsior Moeskroen | 34 | 17 | 10 | 7  | 60 | 38 | 22  | 61  |
| (UEFA)  | 4  | RSC Anderlecht      | 34 | 16 | 10 | 8  | 59 | 36 | 23  | 58  |
|         | 5  | Lommel SK           | 34 | 16 | 9  | 9  | 50 | 48 | 2   | 57  |
|         | 6  | Antwerp FC          | 34 | 16 | 5  | 13 | 51 | 49 | 2   | 53  |
|         | 7  | Standard Luik       | 34 | 16 | 2  | 16 | 55 | 55 | 0   | 50  |
|         | 8  | Racing Genk         | 34 | 13 | 9  | 12 | 49 | 43 | 6   | 48  |
|         | 9  | KRC Harelbeke       | 34 | 12 | 11 | 11 | 50 | 42 | 8   | 47  |
| (beker) | 10 | Germinal Ekeren     | 34 | 13 | 7  | 14 | 56 | 57 | -1  | 46  |
|         | 11 | Sint-Truidense VV   | 34 | 10 | 9  | 15 | 46 | 56 | -10 | 39  |
|         | 12 | KSC Lokeren         | 34 | 10 | 8  | 16 | 41 | 57 | -16 | 38  |
|         | 13 | Sporting Charleroi  | 34 | 10 | 7  | 17 | 44 | 58 | -14 | 37  |
|         | 14 | AA Gent             | 34 | 10 | 6  | 18 | 44 | 58 | -14 | 36  |
|         | 15 | Eendracht Aalst     | 34 | 8  | 12 | 14 | 44 | 55 | -11 | 36  |
|         | 16 | RWDM                | 34 | 8  | 11 | 15 | 32 | 43 | -11 | 35  |
|         | 17 | KV Mechelen         | 34 | 7  | 10 | 17 | 33 | 55 | -22 | 31  |
|         | 18 | Cercle Brugge       | 34 | 6  | 9  | 19 | 36 | 67 | -31 | 27  |